# Gare de Cobrieux
La gare de Cobrieux est une gare ferroviaire française de la ligne de Somain à Halluin, située à proximité du village de la commune de Cobrieux sur le territoire de la commune de Genech dans le département du Nord, en région Hauts-de-France. 
C'est une halte voyageurs de la Société nationale des chemins de fer français (SNCF), desservie par des trains TER Nord-Pas-de-Calais.

## Situation ferroviaire
Établie à 34 mètres d'altitude, la gare de Cobrieux est située au point kilométrique (PK) 253,8 de la ligne de Somain à Halluin, entre les gares de Genech et de Cysoing.

## Service des voyageurs

### Accueil
Halte SNCF, c'est un point d'arrêt non géré (PANG) à entrée libre. 

### Desserte
Cobrieux est desservie par des trains TER Nord-Pas-de-Calais qui effectuent des missions entre les gares d'Orchies et d'Ascq.
Cependant, cette exploitation a cessé en 2015, et devrait reprendre en 2018 après des travaux de régénération de la voie ferrée.

### Intermodalité
Il n'y a pas de possibilité de stationnement des véhicules à proximité.